# Ausztria parlamentje
Ausztria parlamentje (németül: Österreichisches Parlament) a közép-európai ország kétkamarás törvényhozása. Az osztrák törvényhozás csúcsintézménye a parlament alsóháza, a Nemzeti Tanács (Nationalrat). A felsőház a Szövetségi Tanács (Bundesrat). Speciális esetekben a két ház együttes ülést tart, amelynek a neve Szövetségi Gyűlés (Bundesversammlung).
A törvényhozás kamarái és a Szövetségi Gyűlés üléseiket a parlament bécsi, ringstraßei épületében tartják.
| Nemzeti Tanács - 183 tagú - az általános választásokon, közvetlenül választják - hivatali ideje: 5 év | Szövetségi Tanács - változó számú tags, jelenleg 61 - közvetve, folyamatosan választják, a tartományi gyűlésekben - a tagok hivatali ideje tartományonként változó |
| Szövetségi Gyűlés (a két ház együttes ülése)                                                          | |

A Nemzeti Tanács 183 tagú, akiket az általános választásokon választanak arányos képviseleti rendszerben. A törvénykezési ciklus ötéves. Előrehozott választást akkor tartanak, ha a Nemzeti Tanács idejekorán feloszlatja magát. A Nemzeti Tanács az "alsó" ház, de valójában hatalma alapján a domináns szerv a parlamentben. Ezért A "parlament" szó gyakran a "Nemzeti Tanácsot" takarja Ausztriában.
A Szövetségi Tanács tagjait közvetve választják a szavazók. A tagokat a közvetlenül választott tartományi tanácsok választják ki a kilenc osztrák tartományban. A tartományok nagyjából lakosságuk arányában kapnak képviseletet a Szövetségi Tanácsban. Minden országos népszámlálás után ellenőrzik, jól fedi-e a mandátumok elosztása a valós népességarányokat. Jelenleg a Szövetségi Tanács 61 tagú. A Szövetségi Tanács a legtöbb ügyben csak vétójoggal rendelkezik a Nemzeti Tanács döntéseivel szemben, de az utóbbi általában felülírhatja a vétót. A Szövetségi Tanács csak a tartományok jogait és a saját jogait érintő kérdésekben rendelkezik abszolút vétójoggal.
A két kamara tagjaiból álló Szövetségi Gyűlés (Bundesversammlung) szerepe jórészt formális. Ritkán ül össze, például az államelnök beiktatására. Különleges helyzetekre azonban az alkotmány rendkívüli jogokkal ruházta fel a Szövetségi Gyűlést. Például kulcsszerepe van abban az esetben, ha elmozdítanák az elnököt.
Mindkét ház és a Szövetségi Gyűlés is a bécsi, ringstraße i épületben gyűlésezik.

## Külső hivatkozások
- Ausztria parlamentje hivatalos honlapja

## Kapcsolódó szócikk
- Az Ausztria Nemzeti Tanácsa elnökeinek listája

## Fordítás
- Ez a szócikk részben vagy egészben  az   Austrian Parliament című angol Wikipédia-szócikk ezen változatának fordításán alapul.  Az eredeti cikk szerkesztőit annak laptörténete sorolja fel. Ez a jelzés csupán a megfogalmazás eredetét és a szerzői jogokat jelzi, nem szolgál a cikkben szereplő információk forrásmegjelöléseként.